# Vřesovec čtyřřadý
Vřesovec čtyřřadý (Erica tetralix), někdy také vřesovec ladní, je keřík z rodu vřesovec.

## Výskyt
Roste v atlantické oblasti od Portugalska k Norsku a na ostatních místech Evropy v bažinatých místech.

## Popis
Keřík 15 až 50 centimetrů vysoký s bílými nebo růžovými květy. Kvete od června do září. Listy šedozelené až stříbrné po 4 v přeslenu, dlouhé 3 až 6 milimetru. Semena mají rozměr 0,5 x 0,25 milimetrů

## Využití
Lze vysazovat jako skalničku.
Květ vřesovce čtyřřadého (Flos ericae tetralicis) i jeho nať (Herba ericae tetralicis) obsahují různé flavonoidy a saponiny. Patří mezi slabá expektorancia a bývají součástí čajů i kapek na podporu vykašlávání.